# Эйскоу, Флоренс
Флоренс Эйскоу Макнейр (англ. Florence Ayscough MacNair, 21 января 1875, Шанхай — 26 апреля 1942) — китаевед, писательница и переводчик китайской литературы.

## Ранние годы и образование
Флоренс Эйскоу, урождённая Уилок, родилась между 1875 и 1878 годами в Шанхае, Китай, в семье канадца Томаса Рида Уилока и матери-американки Эдит Х. Кларк. В то время Канада находилась под британским правлением, поэтому, поскольку отец Эйскоу был канадцем, она считалась британкой, рождённой в Китае.
Эйскоу переехала в Соединённые Штаты в возрасте девяти лет и училась в школе Шоу в Бруклайне, штат Массачусетс, недалеко от Бостона. Именно в школе она познакомилась с американской поэтессой Эми Лоуэлл. Они стали друзьями на всю жизнь. Семья Эйскоу вернулась жить в Китай, когда ей было чуть больше двадцати. Она изучала китайское искусство, литературу и социологию.

## Карьера
Эйскоу читала лекции по китайскому искусству и литературе и была автором восьми книг по китайской истории, культуре, литературной критике и переводу. Она ездила в качестве лектора в такие города, как Лондон, Париж, Берлин и Нью-Йорк. В 1938 году Эйскоу приняла постоянную должность лектора в Чикагском университете, где она читала лекции по китайской литературе и продолжала свою переводческую работу и документирование истории и культуры Китая.
Она была почётным библиотекарем Северо-китайского отделения Королевского азиатского общества в Шанхае в течение пятнадцати лет.
Она собирала современные китайские картины, в том числе работы Сюй Гу. Благодаря её усилиям эта форма китайского искусства была представлена американской публике.
Её произведения включали переводы классической поэзии и эссе по китайскому искусству, истории и философии. В своей работе она также попыталась исправить предыдущие неточные попытки интерпретации культуры древнего и современного Китая, например, взгляды на Китай как на застойную культуру. Помимо противодействия негативным стереотипам позитивными переоценками, она также стремилась исправить дезинформацию. Например, в своём обзоре романа американской писательницы Перл Бак «Хорошая земля» 1931 года Эйскоу похвалила выбор современного китайского крестьянства в качестве сюжета, но раскритиковала точность изложения.
Эйскоу оказала сильное влияние на творчество своей подруги Эми Лоуэлл, будучи источником интереса Лоуэлл к азиатской культуре и китайской поэзии. Эйскоу познакомила Лоуэлл с китайской живописью и поэзией в 1917 году. Во время визита в Америку она привезла с собой китайские словесные картинки, которые она перевела на английский язык, которые Лоуэлл затем превратила в рифмованные стихи.

### Публикации
Её первая книга «Fir-Flower Tablets», в соавторстве с Эми Лоуэлл, представляла собой перевод стихов с китайского языка. «Китайское зеркало», опубликованное в 1925 году, представляло собой анализ структуры управления китайским обществом, в частности символики пекинских императорских дворцов. В 1929 году она опубликовала «Ду Фу, автобиографию китайского поэта»; её переводы стихов Ду Фу с биографией, построенной на основе его же стихов. В 1934 году она опубликовала «Путешествия китайского поэта». Эти две работы способствовали знакомству британской публики с Ду Фу. Эйскоу написала две книги, предназначенные для юных читателей: Автобиография китайской собаки (рассказ о Шанхае с точки зрения её пекинеса Йо-фей), и Страна фейерверков. В её последней работе «Китайские женщины вчера и сегодня», опубликованной в 1937 году, современные китайские женщины-лидеры рассматривались как преемницы длинной линии способных, хотя и замкнутых китаянок.
Эйскоу также публиковала статьи в The Encyclopaedia Sinica.

## Личная жизнь
Первым мужем Эйскоу был британский импортёр Фрэнсис Эйскоу, с которым она познакомилась после возвращения в Шанхай, Китай. Будучи молодой невестой в Шанхае, она решила научиться говорить и читать на китайском языке. Её муж умер в 1933 году после продолжительной болезни. После его смерти она посвятила витраж (окно Святого Франциска в северной стене святилища) в церкви Святого Иакова Великого в Крэдли, Херефордшир, где преподобный Томас Эйскоу был ректором с 1892 по 1917 год.
Эйскоу затем вышла замуж в 1935 году за китаеведа Харли Фарнсворта Макнейра. Эйскоу назвала свои дома в Чикаго по традиционной китайской моде: «Дом счастья диких гусей» и «Дом деревьев вутунг» по картине Жэнь И из их коллекции.
Эйскоу увлекалась парусным спортом, плаванием, театром и музыкой и была членом Союза англоязычных. В детстве она проявила интерес к лошадям и превратилась в способную наездницу. Помимо китайского языка, она свободно говорила на французском и немецком языках.
В 1941 году Эйскоу была госпитализирована в Чикагскую остеопатическую больницу, где умерла 26 апреля 1942 года после продолжительной болезни. Поминальная служба по ней прошла в Первой унитарной церкви Чикаго под руководством доктора фон Огдена Фогта. Она была похоронена на кладбище Форест-Хиллз в Ямайка-Плейн, штат Массачусетс.

## Память
После её смерти переписка Эйскоу с подругой, поэтессой Эми Лоуэлл, была составлена и опубликована её мужем, профессором Харли Фарнсвортом Макнейром. В следующем году он опубликовал биографию своей жены под названием «Несравненная леди» (The Incomparable Lady). Он подарил её коллекцию из 1292 книг на китайском языке Библиотеке Конгресса.